# Stenoperca equilata
Stenoperca equilata är en plattmaskart. Stenoperca equilata ingår i släktet Stenoperca och familjen Opecoelidae. Inga underarter finns listade i Catalogue of Life.